# Dactylolabis (Dactylolabis) carbonaria
Dactylolabis (Dactylolabis) carbonaria is een tweevleugelige uit de familie steltmuggen (Limoniidae). De soort komt voor in het Palearctisch gebied.